# 早坂ひらら
早坂 ひらら（はやさか ひらら、2011年10月8日 - ）は、日本の子役タレント。
神奈川県出身。テアトルアカデミー所属。

## 略歴
2016年3月11日放送の「天才バカボン〜家族の絆」のハジメちゃん役で、トマ・ピケティの難解な理論を披露し、注目を集める。

## 出演

### テレビドラマ
- 限界集落株式会社 第5話（2015年2月28日、NHK） - 二ノ宮の子ども 役
- 37.5℃の涙（2015年7月9日-9月17日、TBS）　- 杉崎舞 役
- 天才バカボン〜家族の絆（2016年3月11日、日本テレビ） - ハジメちゃん 役
  - 天才バカボン2（2017年1月6日）
  - 天才バカボン3〜愛と青春のバカ田大学（2018年5月4日）
- OUR HOUSE 第1話（2016年4月17日、フジテレビ）
- お迎えデス。（2016年4月23日 - 6月18日、日本テレビ） - 死神2課課長 役
- 重版出来! 第5話（2016年5月10日、TBS） - 久慈の孫 役
- 共犯 元刑事・永井耕作の誘拐捜査（2016年6月1日、テレビ東京） - 海老沢美菜 役
- 大河ドラマ 真田丸 第25回（2016年6月26日、NHK） - 鶴松 役
- 遺産相続弁護士 柿崎真一 第5話（2016年8月4日、日本テレビ）
- ON 異常犯罪捜査官・藤堂比奈子 第6話（2016年8月16日、関西テレビ）
- 世にも奇妙な物語　秋の特別篇『貼られる!』（2016年10月8日、フジテレビ） - 椎名まり 役
- 五年目のひとり（2016年11月19日、テレビ朝日）
- 最上の命医2017（2017年8月13日、テレビ東京） - 美衣 役
- トーキョーエイリアンブラザーズ 第2話（2018年7月30日、日本テレビ） - 妹 役
- 天才てれびくんYOU（2019年5月6日 - 5月8日、NHKEテレ） - 後藤田マイナ 役
- パパ、はじめました（2019年9月2日 - 11月19日、BS日テレ） - 一ノ瀬雛 役

### 配信ドラマ
- フジコ 第4話（2015年11月13日、Hulu/J:COM）

### その他のテレビ番組
- 竹内力、始めました（2016年、CX）ナレーション

### 映画
- 横道世之介（2013年）
- 光（2017年） - 黒川椿 役
- マスカレード・ホテル（2019年） - 女の子 役

### CM
- アイダ設計（2014年）
- 花王 新メリット（2014年）
- 協和 ふわりぃランドセル（2016年）
- Y!mobile（2017年）
- ライオン ソフラン（2017年）
- エイブル保証『おじいちゃんの願い　セミナー来てね篇』（2017年）
- ヤマハ音楽教室（2019年）[2]